# Butlerelfia
Butlerelfia — рід грибів родини Atheliaceae. Назва вперше опублікована 1980 року.

## Класифікація
До роду Butlerelfia відносять 1 вид:
- Butlerelfia eustacei